# Villa Rimbaud
Villa Rimbaud är en återvändsgata i Quartier d'Amérique i Paris nittonde arrondissement. Gatan är uppkallad efter den franske poeten Arthur Rimbaud (1854–1891). Villa Rimbaud börjar vid Rue Miguel-Hidalgo 3.

## Omgivningar
- Saint-François-d'Assise
- Impasse Grimaud
- Villa Paul-Verlaine
- Villa Jules-Laforgue
- Villa Claude-Monet
- Villa Maurice-Rollinat

## Bilder
| - Arthur Rimbaud. - Gatuskylt. - Saint-François-d'Assise. |

## Kommunikationer
- Tunnelbana – linjerna  – Danube
- Busshållplats Rhin et Danube – Paris bussnät

### Webbkällor
- ”Villa Rimbaud”. Mairie de Paris. https://web.archive.org/web/20150514023944/http://www.v2asp.paris.fr/commun/v2asp/v2/nomenclature_voies/Voieactu/8220.nom.htm. Läst 16 januari 2024.
- ”Villa Rimbaud (19ème arrondissement)”. Les rues de Paris. https://web.archive.org/web/20160409130159/http://www.parisrues.com/rues19/paris-19-villa-rimbaud.html. Läst 16 januari 2024.